# Međunarodna konvencija o građanskoj odgovornosti za štetu zbog onečišćenja pogonskim uljem
Međunarodna konvencija o građanskoj odgovornosti za štetu zbog onečišćenja pogonskim uljem (eng. International Convention on Civil Liability for Bunker Oil Pollution Damage) je međunarodna konvencija, usvojena je pod okriljem Međunarodne pomorske organizacije na diplomatskoj konferenciji održanoj u Londonu u ožujku 2001. godine.
Usvajanjem spomenute Konvencije ispunjena je posljednja praznina u međunarodnom
režimu odgovornosti i naknade štete zbog onečišćenja mora s brodova. Na međunarodnom je planu problem odgovornosti i naknade štete zbog onečišćenja mora uljem koje se koristi kao brodsko gorivo riješen samo u odnosu na tankere. Naime, poseban sustav odgovornosti reguliran Međunarodnom konvencijom o građanskoj odgovornosti za zbog onečišćenja uljem iz 1992. godine primjenjuje se na štetu zbog onečišćenja mora koju prouzroče tankeri (puni i prazni), što znači da su pokrivene štete koje nastanu istjecanjem ulja koje tankeri prevoze kao teret, kao i onog koje koriste kao gorivo. Međutim, zadnjeg desetljeća 20. stoljeća zabilježen je stalan porast zahtjeva za naknadu štete zbog onečišćenja mora uljem koje se koristi kao gorivo na brodu. Procjenjuje se da je više od 50% zahtjeva za naknadu štete zbog onečišćenja mora uljem upravo posljedica onečišćenja brodskim gorivom. Prosječna količina goriva koja se nalazi na brodovima koji nisu tankeri iznosila je tada oko 14 milijuna tona. Veliki kontejnerski brodovi, kao i brodovi za prijevoz generalnog tereta ili putnički brodovi prevoze više goriva nego manji tankeri tereta. Tako npr.veliki kontejnerski brodovi mogu ukrcati oko 7.500 tona goriva. Pored toga, ulje koje se koristi za pogon broda, ubraja se u tzv. prljava ulja koja predstavljaju mnogo veću opasnost za morski okoliš od pojedinih vrsta ulja koja se prevoze kao teret. Ona na morskoj površini isparavaju sporije i ostavljaju štetan trag. Daleko se teže čiste i znatno poskupljuju troškove čišćenja.
S tim u svezi, svrha je Konvencije iz 2001. da uspostavi poseban režim odgovornosti i osigura naknadu štete u slučaju onečišćenja mora pogonskim uljem. Konvencija se odnosi na štetu zbog onečišćenja mora pogonskim uljem koja prouzroče pomorski brodovi ili pomorska plovila bilo koje vrste (iz primjene su isključeni tankeri).
Pogonsko ulje označava sva ugljikovodikova mineralna ulja, uključujući i ulje za podmazivanje, koja se koriste ili se imaju namjeru koristiti za rad ili pogon broda, kao i
ostatke tog ulja. Pojam štete obuhvaća i troškove zaštitnih mjera koje su poduzete sa svrhom da se onečišćenje spriječi ili smanji.
Konvencija se primjenjuje na štetu zbog onečišćenja koja je prouzročena na području,
uključujući i teritorijalno more država stranke, u gospodarskom pojasu države stranke ili
sličnom pojasu koji je država odredila u skladu s međunarodnim pravom( u slučaju Republike
Hrvatske to će se odnositi na ekološko - ribolovnu zonu).
Troškovi zaštitnih mjera nadoknađuju se bez obzira gdje su mjere poduzete. Propisuje se objektivna odgovornost za onečišćenje mora pogonskim uljima, a tereti vlasnika broda, zakupoprimatelja, brodara i poslovođu pomorskog broda.
Razlog da uz brodovlasnika solidarno odgovaraju i druge spomenute osobe leži u činjenici da sustav odgovornosti za onečišćenje pogonskim uljima nema dopunske naknade. Konvencija iz 2001. ne predviđa osnivanje posebnog fonda ograničene odgovornosti brodovlasnika, pa se visina ograničenja vezuje za odgovarajući sustav općeg ograničenja odgovornosti koji se primjenjuje u državi stranci na čijem području je došlo do onečišćenja pogonskim uljem.
Kolika će biti maksimalna visina odgovornosti utvrđivat će se u svakom pojedinačnom slučaju. U Republici Hrvatskoj U Republici Hrvatskoj to će biti sustav ograničenja predviđen Konvencijom o ograničenju za pomorske tražbine iz 1976. kako je izmijenjena Protokolom iz 1996. godine. (Narodne novine - Međunarodni ugovori, broj 2/1992, Narodne novine – Međunarodni ugovori, broj 12/2005.)
Maksimalan iznos odgovornosti ovisi o tonaži broda. Konvencija nameće dužnost obveznog osiguranja odgovornosti upisanim vlasnicima brodova preko 1000 tona, uz mogućnost izravne tužbe prema osiguratelju Navedenim ratifikacijama nisu ispunjeni uvjeti za njezino stupanje na snagu. Prema članku 14. Konvencije potrebno je da je prihvati 18 država (uključujući pet od kojih svaka ima najmanje 1 milijun jedinica mješovite tonaže). Međutim, na temelju Odluke Vijeća Europe od 19.rujna 2002. (2002/762/EC) ovlašćuju se države članice Europske unije prihvatiti Konvenciju iz 2001.godine, te položiti odgovarajuću ispravu kod glavnog tajnika Međunarodne pomorske organizacije do 30. lipnja 2006. godine. Uzimajući u obzir porast pomorskog prometa u Jadranu, a radi njegove adekvatne zaštite Republika je Hrvatska već prihvatila poseban međunarodni sustav odgovornosti i naknade štete za slučaj onečišćenja mora koja prouzroče tankeri. (Narodne novine – Međunarodni ugovori, broj 2/1997, Narodne novine - Međunarodni
ugovori, broj 12/2005. Usvajanjem Zakona o potvrđivanju Konvencije iz 2001. godine nadopunio se 
sustav građanskopravne odgovornosti za onečišćenje mora uljem i osigurao mogućnost naknade štete za onečišćenje na području Republike Hrvatske (uključujući teritorijalno more i
ribolovnu-ekološku zonu) koju prouzroče i drugi brodovi, te uskladilo hrvatsko pomorsko zakonodavstvo s pravnom stečevinom Europske unije.

## Definicije pojmova iz konvencije
Država upisa broda znači u odnosu na upisane brodove državu u kojoj je brod upisan, a u odnosu na brodove koji nisu upisani državu čiju je zastavu brod ovlašten viti.
Upisani vlasnik broda znači osobu ili osobe koje su upisane kao vlasnici broda, ili, u nedostatku upisa, osobu ili osobe koje posjeduju brod. Međutim, ako je brod vlasništvo države, a koristi ga društvo koje je u toj državi upisano kao brodar, izraz "upisani vlasnik" znači to društvo.